# القاضي برهون
القاضي برهون (1 يناير 1947 - 9 مارس 2021) هو فقيه إسلامي مغربي.

## حياته
القاضي بن المفضل بن أحمد برهون. وبرهون فرع من الأدارسة. ولد في قبيلة بني زيات إحدى قبائل غمارة في شمال المغرب، في 01/01/1947 م – إقليم شفشاون.
حفظ القرآن الكريم على جده لأمه وخاله، والشيخ محمد بتعيش والشيخ عبد السلام بنعيش والشيخ محمد بري.
تلقى تعليمه الابتدائي الخاص بسلا، والتعليم الثانوي بالتعليم الأصيل بشفشاون.
حصل على شهادة البكالوريا شعبة التعليم الأصيل سنة 1978 م.
حصل على الإجازة في الشريعة من كلية الشريعة بفاس سنة 1982 م.
قد التحق بالتعليم سنة 1966 م بالدار البيضاء فعمل باسلاكه الثلاثة: الابتدائي – الإعدادي – الثانوي.
ثم التحق بجهاز التفتيش بالتعليم الإعدادي والثانوي سنة 1989 م.
واصل دراسته بالتعليم الجامعي فالتحق بالسلك الثالث بكلية الآداب والعلوم الإنسانية – جامعة محمد الخامس بالرباط، شعبة الدراسات الإسلامية، تخصص السنة وعلومها سنة 1989 م، فحصل على شهادة المعمقة سنة 1990 م.
من الكلية نفسها حصل على شهادة دبلوم الدراسات العليا (الماجستر) في العلوم الإسلامية، تخصص السنة سنة 1992 م في موضوع: خبر الواحد في التشريع الإسلامي وحجيته.
نوقشت بتاريخ يوم الإثنين 25 جمادى الثانية عام 1413 هـ الموافق لــ 21 دجنبر 1992 م.
منح دبلوم الدراسات العليا (الماجستر) في الحديث بميزة (بتقدير) حسن جدا.
سجل أطروحته في الكلية نفسها لنيل دكتوراة الدولة في العلوم الإسلامية تخصص السنة وعلومها بتاريخ 22/05/1993 م، في موضوع: «المسند الصحيح من التفسير النبوي للقرآن الكريم من سورة الفاتحة إلى آخر سورة النساء».
نوقشت بتاريخ يوم الجمعة 15 صفر 1418 هـ / الموافق لــ 20 يونيو 1997 م.
وقد منح درجة دكتوراة الدولة في التفسير والحديث بميزة (بتقدير) حسن جدا. وفي شعبة الدراسات الإسلامية بكلية الآداب بالرباط: درس تعميق التخصص في السنة وعلومها.

## شيوخه
شيوخه في حياته الدراسية غير النظامية:
- . الشيخ العلامة مفتي الرباط وسلا في الستينات: بنعبد النبي، درس عليه شرح منظومة ابن عاشر في فروع الفقه المالكي بسلا.
- . الشيخ العلامة مولاي عبد الرحمن الكتاني: درس عليه الحديث ودروسا في الفقيه والسيرة النبوية بسلا.
- . الشيخ الفقيه الأديب مصطفى النجار: درس عليه ألفية ابن مالك في النحو إلا أنها لم يتيسر إتمامها عليه.
- . الأستاذ الكتاني: درس عليه متن الأجرومية بشرح التحفة السنية.
- . الشيخ العلامة أحمد التليدي: درس عليه علم المواريث، وألفية ابن مالك في النحو بشفشاون.
- . الشيخ محمد لغدس: درس عليه مادة الفرائض بكيفية تشخيصية علمية عمت كل أنواع أبواب علم الفرائض بشفشاون.
- . الشيخ محمد السفياني: درس عليه علم الفرائض أيضا بشفشاون.
- . الشيخ العلامة محمد الكنوني المذكوري: مفتي الرابطة في السبعينات: درس عليه تفسير القرآن الكريم كله، والحديث والفقه من خلال موطأ الإمام مالك، الأصول، والبلاغة بالدار البيضاء.
- . الشيخ الدكتور محمد تقي الدين الهلالي: درس عليه العقيدة من خلال القرآن الكريم، والأصول من كتاب مستصفى الغزالي، ودروسا في علم الحديث، بالدار البيضاء.

وفي شعبة الدراسات الإسلامية بكلية الآداب بالرباط: درس تعميق التخصص في السنة وعلومها.

## نشاطه الدعوي
كان المترجم له من منشئ جمعية شباب الدعوة الإسلامية بعين الشق – الدارالبيضاء، وأحد أعضاء مكتبها، ثم صار رئيسا لها، فكان له دروس بمقرها أسبوعيا ضمن زملاء آخرين من أعضاء مكتب الجمعية. قام رفقة إخوة آخرين بجولات دعوية في عدة نواح، من نواحي المغرب. 
لم يدخر وسعا في تغطية لقاءات ومناسبات يدعى إليها لإلقاء محاضرات علمية، أو للتوجيه والإرشاد لتحبيب السنة للناس والتزام اتباعها والعمل بها.

## الوعظ والإرشاد والخطابة
- - إن المترجم له كان قد رشمه لنظارة الأوقاف بالدار البيضاء الشيخ العلامة محمد الكنوني لتقديم درسين في الأسبوع بالمسجد الكبير بعين الشق في عام 1971 م.
- - تم اختياره لتقديم ثلاثة دروس في الأسبوع بالمسجد الكبير بالحي المحمدي ابتداء من عام 1973 م.
- - تم تعيينه خطيبا وواعظا بمسجد الفتح (مسجد الكدية) بحي الكدية بالحي المحمدي عام 1975 م.
- - تم تعيينه خطيبا وواعظا بمسجد عمر بن الخطاب بحي عمر بن الخطاب (درب ميلا) الدار البيضاء ابتداء من 1984 م، وكان له به ثلاثة دروس في الأسبوع.
- - بعد ذلك بسنوات تم تعيينه خطيبا وواعظا بمسجد عثمان ابن عفان بحي مبروكة – عمالة (محافظة) مقاطعات مولاي رشيد ابتداء من شهر يوليوز 1998 م إلى الآن.
- - ابتداء من تاريخ فتح المسجد المذكور عام 1998 م، شرع في تقديم درسين علميين قارين في الأسبوع هما:

درس في تفسير القرآن الكريم وهو مستمر إلى الآن. 
درس في شرح صحيح البخاري، فالارتباط به - اهتماما وتدريسا – متواصل من عام 1998 م إلى الآن من غير انقطاع.
- - لما عزم المجلس العلمي المحلي لعمالة (لمحافظة) مقاطعات بن امسيك على إنشاء الكراسي العلمية ببعض المساجد التابعة له بتراب العمالة* المذكورة، اقتضت المصلحة أن يناط بالمترجم له مهمة القيام بالكرسي العلمي الخاص بصحيح البخاري بمسجد الساقية الحمراء، فصار له درسان في الأسبوع من صحيح البخاري، وهو جدير بأن يدعى له بالتوفيق والسداد والإخلاص.

كما نسأل الله عز وجل العون على خدمة السنة بعامة، وأن يجعل أهل العلم مجندين لخدمة الإسلام بخدمة الكتاب والسنة وأن يتقبل كل جهد يبذل من محبي الكتاب والسنة لخدمتهما.

## اختياره وتزكيته
لقد حظي المعني بالترجمة بالاختيار والتزكية للقيام بالنشاط الدعوي بعامة والوعظ والإرشاد بخاصة من طرف السادة العلماء الأفاضل وهم:
- الشيخ العلامة مولاي عبد الرحمن الكتاني بسلا: كان أول من اختاره ورغبه في القيام بواجب الدعوة والوعظ والإرشاد.
- الشيخ العلامة محمد الكنوني المذكوري مفتي «رابطة علماء المغرب» في السبعينات إلى تاريخ وفاته، وقد لازمه المترجم له مع زملاء آخرين ثلاثة عشر عاما في آخر حياته إلى ساعة وفاته، وقد آخى بينهم وبين أبنائه بقوله لأبنائه ونحن حاضرون: انتم أبنائي ومن صلبي وهؤلاء أبنائي الروحيون، فانتم جميعا إخوة بهذا المفهوم.

أرجو الله أن يرحمه ويعفر له، ويجزيه عنا وخير الجزاء.
- الشيخ الدكتور اللغوي الأديب محمد تقي الدين الهلالي الذي كان أول من شاهده بعد خروج روحه مباشرة، وكان يصلي معه صلاة الجمعة في الغالب.

ولأول مرة يقول: كانت له عنده منزلة خاصة، جعلته يحظى بمحبته وتقديره، وثقته.
وقد كتب له شهادة تقدير وتزكية خوله فيها النيابة عنه في ترشيح وتزكية من يراه أهلا لها ويقدمها لمن تحظى عنده بالقبول.

## مؤلفاته
- 1.في الحديث: «خبر الواحد في التشريع الإسلامي وحجيته» طبع أولا في مجلد، ثم أعيد طبعه في مجلدين .
- 2.في فقه الزكاة: «القول المبين في زكاة العروض والمستغلات ومخرجات الأرض والدين».
- 3. في بيع الأجل من البيوع: «التجرؤ المفرط على ادعاء الإجماع على إباحة أخذ الثمن الأكثر والزيادة في الثمن للأجل والتقسيط».
- 4.في فقه البيوع: «حكم الشرع في عقد الإجارة وأنواع من عقود البيع».
- 5.في مناقشة التعامل بالربا: «الشرائع السماوية تحرم الربا في الإقراض والاقتراض والمعاملات التجارية والمصرفية».
- 6. «وجوب تعريف الأمة بأحكام القبور والمقبرة».
- 7.كان ضمن لجنة من مفتشي مادة التربية الإسلامية وأساتذتها قامت بـــ:

- تخريج أحاديث مقرر كتاب التربية الإسلامية بالتعليم الإعدادي بمستوياته الثلاثة .
- تخريج أحاديث مقرر كتاب التربية الإسلامية بالتعليم الثانوي بمستوياته الثلاثة.
- 8.كان له عدة مقالات في عدد الصحف والمجلات داخل المغرب وخارجه مثل مجلة «الفرقان» في سنواتها الأولى، ومجلة «منار الإسلامية» الإمارتية، ومجلة «الأمة» القطرية، و«الميثاق» لسان رابطة علماء المغرب في عهد رئيسها الشيخ عبد الله كنون رحمة الله عليه وصحيفة «النور» التي كانت تصدرها جمعية البعث الإسلامي بتطوان وصحيفة «السنة» في عهديها القديم والجديد، وصحيفة «المسلمون» السيارة، ثم توقفت عن الصدور.
- 9. له ثلاثة مؤلفات جديدة جاهزة تنتظر الطبع .